# トチノミネフジ
トチノミネフジ(Tochino Minefuji)は、日本のアングロアラブ競走馬、種牡馬。主な勝ち鞍に1993年と1994年の全日本アラブ大賞典、1994年の報知グランプリカップ、1993年の南関東アラブ三冠（千鳥賞、アラブダービー、アラブ王冠賞）など。1993年度NARグランプリアラブ系年度代表馬および1994年度のNARグランプリ年度代表馬に選出された。

## 概要
- 特記事項なき場合、本節の出典はJBISサーチ[4]

1992年8月27日、宇都宮競馬場でのアラブ系新馬戦でデビューし、1着。2戦目も勝って連勝するが、3戦目の黒バラ特別は4着。この後、大井競馬場・高岩隆厩舎に移籍。この時点から、左膝の状態は思わしくなかった。移籍初戦の赤松特別から年明けの万両特別まで3連勝ののち、2月の椿賞で古馬と初めて対戦し勝利をおさめ、続く古馬との混合重賞銀盃も制する。南関東アラブ三冠路線も、調子が思わしくなく満足な調教もできず出走した三冠目のアラブ王冠賞もハナ差で制して三冠を達成。年末の全日本アラブ大賞典でもスズノキャスターを下して優勝した。
古馬となった1994年は、斤量の関係でアラブ同士のレースが限られてきたため、サラブレッドとの対戦を主軸にすることとなった。初戦の報知グランプリカップではアレアズマをハナ差下して勝利。銀盃を連覇ののち、オープンの隅田川賞も南関東サラブレッド二冠馬ブルーファミリーらを下して勝利、13連勝を達成した。6月には中央競馬所属のサラブレッドと対戦するべく吾妻小富士オープンに出走、午前には1番人気に支持され最終的には2番人気で迎えたレースはフジヤマケンザンの11着に終わる。7月のワード賞を制したのち東京盃ではサクラハイスピードの2着。その後、アングロアラブを取り巻く状況やひざの状態なども勘案した結果1994年限りでの引退を決し、12月の全日本アラブ大賞典で前年に続いてスズノキャスターを下して連覇を達成。このレースを最後に引退した。総収得賞金2億6550万円は、アラブ系競走馬の中では最高額を記録。また、1994年度のNARグランプリ年度代表馬にも、一部異論がありつつ選ばれた。

## 競走成績
以下の内容は、JBISサーチ、netkeibaに基づく。
| 年月日     | 競馬場 | 競走名             | 格 | 距離（馬場）  | 頭数 | 枠番 | 馬番 | オッズ（人気） | 着順 | タイム （上り3F） | 着差 | 騎手     | 斤量 [kg] | 勝ち馬/（2着馬）     |
| ---------- | ------ | ------------------ | -- | ------------- | ---- | ---- | ---- | -------------- | ---- | ----------------- | ---- | -------- | --------- | -------------------- |
| 1992.08.27 | 宇都宮 | アラ系3歳イ新馬    |    | ダ800m（良）  | 6    | 6    | 6    | 0.0（2人）     | 01着 | 00:50.4(00.0)     | -1.3 | 佐々木泉 | 54        | （ダイケンルビー）   |
| 0000.09.20 | 宇都宮 | アラ系3歳(1)       |    | ダ1400m（良） | 11   | 7    | 8    | 0.0（3人）     | 01着 | 01:35.0(00.0)     | -0.2 | 佐々木泉 | 54        | （アオバカズフミ）   |
| 0000.10.30 | 宇都宮 | 黒バラ特別         |    | ダ1500m（重） | 9    | 7    | 7    | 0.0（1人）     | 04着 | 01:37.7(00.0)     | -0.5 | 佐々木泉 | 54        | ヒカルトキノエース   |
| 0000.12.04 | 大井   | 赤松特別           |    | ダ1400m（良） | 12   | 8    | 12   | 0.0（3人）     | 01着 | 01:29.4(00.0)     | -1.7 | 早田秀治 | 53        | （カネヤマスバル）   |
| 0000.12.30 | 大井   | 寒菊特別           |    | ダ1500m（良） | 7    | 1    | 1    | 0.0（1人）     | 01着 | 01:42.0(00.0)     | -0.2 | 早田秀治 | 55        | （カサイパール）     |
| 0000.01.15 | 大井   | 万両特別           |    | ダ1500m（重） | 12   | 6    | 7    | 0.0（1人）     | 01着 | 01:35.8(00.0)     | -0.2 | 早田秀治 | 58        | （アドバンスベター） |
| 0000.02.28 | 大井   | 椿賞               |    | ダ1800m（良） | 16   | 1    | 2    | 0.0（3人）     | 01着 | 01:55.6(00.0)     | -1.4 | 早田秀治 | 52        | （タカラシルキー）   |
| 0000.03.30 | 大井   | 銀杯               |    | ダ2000m（良） | 15   | 3    | 6    | 0.0（1人）     | 01着 | 02:08.5(00.0)     | -0.1 | 早田秀治 | 55        | （カスガタイヨウ）   |
| 0000.05.07 | 大井   | 千鳥賞             |    | ダ1800m（良） | 10   | 2    | 2    | 0.0（1人）     | 01着 | 01:54.9(00.0)     | -0.8 | 早田秀治 | 56        | （ランドアポロ）     |
| 0000.06.16 | 大井   | アラブダービー     |    | ダ2000m（良） | 11   | 5    | 5    | 0.0（1人）     | 01着 | 02:07.1(00.0)     | -0.1 | 早田秀治 | 57        | （ランドアポロ）     |
| 0000.09.12 | 大井   | スターライト賞     |    | ダ1400m（良） | 10   | 7    | 8    | 0.0（1人）     | 01着 | 01:28.0(00.0)     | -0.1 | 早田秀治 | 58        | （レズモサンセー）   |
| 0000.10.07 | 大井   | アラブ王冠賞       |    | ダ2000m（稍） | 7    | 3    | 3    | 0.0（1人）     | 01着 | 02:07.3(00.0)     | -0.0 | 早田秀治 | 60        | （セイフウザン）     |
| 0000.12.09 | 大井   | 全日本アラブ大賞典 |    | ダ2600m（重） | 15   | 1    | 1    | 0.0（3人）     | 01着 | 02:48.8(00.0)     | -0.1 | 早田秀治 | 54        | （スズノキャスター） |
| 1994.01.27 | 船橋   | 報知グランプリC    |    | ダ1800m（良） | 11   | 3    | 3    | 0.0（1人）     | 01着 | 01:53.6(00.0)     | -0.0 | 高橋三郎 | 56        | （アレアズマ）       |
| 0000.03.23 | 大井   | 銀盃               |    | ダ2000m（重） | 16   | 3    | 6    | 0.0（1人）     | 01着 | 02:07.0(00.0)     | -1.0 | 早田秀治 | 64        | （カサイオーカン）   |
| 0000.05.16 | 大井   | 隅田川賞           |    | ダ1800m（良） | 13   | 3    | 3    | 0.0（2人）     | 01着 | 01:50.8(00.0)     | -0.2 | 早田秀治 | 57        | （ブルーファミリー） |
| 0000.06.26 | 福島   | 吾妻小富士オープン | OP | 芝1800m（良） | 13   | 2    | 2    | 3.8（2人）     | 11着 | 01:50.9(38.9)     | -3.4 | 早田秀治 | 57        | フジヤマケンザン     |
| 0000.07.25 | 大井   | ワード賞           |    | ダ2000m（良） | 15   | 1    | 1    | 0.0（1人）     | 01着 | 02:07.1(00.0)     | -0.6 | 早田秀治 | 65        | （ビッグエンペラー） |
| 0000.09.27 | 大井   | 東京盃             |    | ダ1200m（稍） | 15   | 7    | 11   | 0.0（1人）     | 02着 | 01:14.3(00.0)     | -0.2 | 早田秀治 | 59        | サクラハイスピード   |
| 0000.12.20 | 大井   | 全日本アラブ大賞典 |    | ダ2600m（良） | 15   | 7    | 12   | 0.0（1人）     | 01着 | 02:47.2(00.0)     | -0.1 | 早田秀治 | 56        | （スズノキャスター） |

## 引退後
競走馬引退後は門別スタリオンステーションで種牡馬となったが、産駒をわずか一世代を残したのみで、1996年2月19日に腫瘍に起因する腹痛により死亡した。少ない産駒の中から北関東でサラブレッド系相手の重賞を2勝したイーシーキングがでている。
アングロアラブ種の保存のため、トチノミネフジの子孫（後述のピカイチの娘であるイケノセブマインとさらにその娘のナツマイ）が栃木県の宮内庁高根沢御料牧場に繋養され、繁殖登録されている。

### 主な産駒
- イーシーキング（日刊スポーツ杯【足利】2回、高崎観音賞、とちぎアラブ大賞典、天馬杯、織姫賞）[8][9]
- トチノグレイス（荒尾・アラブ大賞典）[10]
- ピカイチ（フクパーク記念）[11]

## 血統表
| トチノミネフジの血統             | トチノミネフジの血統                  | トチノミネフジの血統 | （血統表の出典）          | （血統表の出典）  |
| 父 アア シナノリンボー 1975 栗毛 | 父の父アア タガミホマレ 1962 栗毛     | アア ミネフジ        | アア *バラツケー          | アア *バラツケー  |
| 父 アア シナノリンボー 1975 栗毛 | 父の父アア タガミホマレ 1962 栗毛     | アア ミネフジ        | アア 梅橋                 |                   |
| 父 アア シナノリンボー 1975 栗毛 | 父の父アア タガミホマレ 1962 栗毛     | アア バイオレツト    | サラ ミネオカ             | サラ ミネオカ     |
| 父 アア シナノリンボー 1975 栗毛 | 父の父アア タガミホマレ 1962 栗毛     | アア バイオレツト    | アア 第三谷川             |                   |
| 父 アア シナノリンボー 1975 栗毛 | 父の母アア グレナヴアカ 1961 栗毛     | サラ *リンボー       | サラ War Admiral          | サラ War Admiral  |
| 父 アア シナノリンボー 1975 栗毛 | 父の母アア グレナヴアカ 1961 栗毛     | サラ *リンボー       | サラ Boojie               |                   |
| 父 アア シナノリンボー 1975 栗毛 | 父の母アア グレナヴアカ 1961 栗毛     | アア ミスタカクラ    | サラ タカクラヤマ         | サラ タカクラヤマ |
| 父 アア シナノリンボー 1975 栗毛 | 父の母アア グレナヴアカ 1961 栗毛     | アア ミスタカクラ    | アラ 弟扇                 |                   |
| 母 アア カンダサカエ 1978 栗毛   | 母の父アア *タランドロス 1970 栗毛    | アア Thalian         | アラ Djerba Oua           | アラ Djerba Oua   |
| 母 アア カンダサカエ 1978 栗毛   | 母の父アア *タランドロス 1970 栗毛    | アア Thalian         | アア Thaya                |                   |
| 母 アア カンダサカエ 1978 栗毛   | 母の父アア *タランドロス 1970 栗毛    | サラ Andros Sea      | サラ Rockefella           | サラ Rockefella   |
| 母 アア カンダサカエ 1978 栗毛   | 母の父アア *タランドロス 1970 栗毛    | サラ Andros Sea      | サラ Roman Triumph        |                   |
| 母 アア カンダサカエ 1978 栗毛   | 母の母アア ミスボンジユール 1966 栗毛 | サラ *ボンジュール   | サラ Hard Sauce           | サラ Hard Sauce   |
| 母 アア カンダサカエ 1978 栗毛   | 母の母アア ミスボンジユール 1966 栗毛 | サラ *ボンジュール   | サラ Merry Morn           |                   |
| 母 アア カンダサカエ 1978 栗毛   | 母の母アア ミスボンジユール 1966 栗毛 | アア ハツサカエ      | サラ カツフジ             | サラ カツフジ     |
| 母 アア カンダサカエ 1978 栗毛   | 母の母アア ミスボンジユール 1966 栗毛 | アア ハツサカエ      | 汐朝 オーバーヤン五ノ七系 |                   |
| 5代内の近親交配                  | アウトブリード                        | アウトブリード       | アウトブリード            | [ § 2 ]           |
| 出典                             | 1. 2.                                 | 1. 2.                | 1. 2.                     | 1. 2.             |